# Évry-Courcouronnes
Évry-Courcouronnes község Franciaországban, Île-de-France régióban. Megalakításától kezdve Essonne megye székhelye (prefektúrája).
Új községként 2019. január 1-jén Évry és Courcouronnes egyesítésével jött létre. A két korábbi település delegált község státusszal az új község része lett.

## Népesség
| Lakosok száma | 67 215 | 67 967 | 67 131 | 66 851 | 66 106 | 66 177 | 66 700 |
|               | 2015   | 2017   | 2018   | 2019   | 2020   | 2021   | 2022   |